# أحمد الظفيري
أحمد عبد الله فرحان الظفيري من مواليد 8 يناير 1992، لاعب كرة قدم كويتي، ويلعب في خط الوسط في نادي الكويت.

## وصلات خارجية
- أحمد الظفيري على موقع Soccerway.com (الإنجليزية)